# Charles Ramsay Devlin
Pour les articles homonymes, voir Devlin.
Charles Ramsay Devlin, né le 29 octobre 1858 à Aylmer et mort le 1er mars 1914 dans ce même village, est un marchand et homme politique canadien.

## Biographie
Né à Aylmer dans le Canada-Est, son père était marchand de Roscommon en Irlande. Il étudia au Petit Séminaire de Montréal de 1871 à 1877 et dans la faculté des arts de l'Université Laval de 1879 à 1881.
Élu député du Parti libéral du Canada dans la circonscription du Comté d'Ottawa en 1891 avec l'aide de son ami Henri Bourassa, il fut réélu dans Wright en 1896. Il démissionna en 1897 pour devenir délégué commercial du Canada en Irlande. De retour sur la scène politique, il fut élu dans Nicolet lors de l'élection partielle de 1906 déclenchée après le départ de Rodolphe Lemieux. Il démissionna à nouveau en 1907 pour pouvoir s'engager en politique provinciale.
Entretemps en 1902 et malgré l'avis du premier ministre Wilfrid Laurier, il devient député d" l'Irish Parliamentary Party à la Chambre des communes de Grande-Bretagne. De 1903 à 1906, il est secrétaire général de la United Irish League. Il revient au Canada en 1906.
Nommé ministre de la Colonisation, des Mines et des Pêcheries dans le cabinet du premier ministre Lomer Gouin. Élu lors d'une élection partielle en 1907 dans la circonscription fédérale de Nicolet. Réélu dans Témiscamingue en 1908 et en 1912, il est mort en fonction en 1914.
Il est décoré d'honneurs par l'Université Laval en 1908 et par l'Université d'Ottawa en 1910.
Il meurt dans la même ville à l'âge de 55 ans.
Son frère, Emmanuel Berchmans Devlin, est député fédéral de Wright de 1905 à 1921. Son oncle Bernard Devlin a également été député.